# Эффективность рекламы
Эффективность рекламы  — это то, в какой степени достигнуты поставленные перед рекламой цели при минимальных затратах.
Эффективность затрат на рекламу — это соотношение между количественным выражением эффекта к затратам, которые вызвали данный эффект.

## Проблемы оценки эффективности затрат на рекламу
Основные проблемы оценки эффективности затрат на рекламу связаны с количественным выражением эффекта от рекламы — довольно тяжело определить, насколько выросла выручка компании именно из-за определённого количества вложенных в рекламу средств. В итоге оценка эффективности рекламы сводится к изучению комплекса взаимовлияющих факторов, проблем и вопросов, измерить которые зачастую практически невозможно. Однако невозможность точного измерения общей эффективности рекламы отнюдь не означает, что эффективность не стоит изучать. Её можно измерить при помощи интервальной вероятностной оценки, и, как правило, подобного рода оценок вполне достаточно для определения эффективности рекламной кампании.
К проблемам оценки эффективности затрат на рекламу относятся:
- оценка коммуникативной эффективности рекламной кампании, то есть как числитель дроби рассматривается количество рекламных контактов, достигнутых в итоге каких-либо мероприятий[2];
- анализ коммерческой или финансовой эффективности — как отношение прироста объёма продаж (прибыли, товарооборота) к расходам, которые были для этого сделаны на рекламу;
- анализ качества материала, содержащегося в рекламе, то есть оценка того, насколько эффективно содержание и форма рекламного обращения позволяют данному обращению выполнять функцию, которая изначальна была на него возложена.

Обычно оценка качества рекламного материала выступает частью процесса анализа коммуникативной эффективности.
Рекламное обращение характеризуется некоторым содержанием и формой, а также каналом распространения или носителем.

## Виды эффективности
Выделяют коммуникативную и финансовую эффективность.
Выявление коммуникативной эффективности позволяет определить, насколько эффективно данное рекламное обращение передаёт целевой аудитории необходимую информацию или способствует формированию желательной для рекламодателя точки зрения.
Для того, чтобы оценить коммуникативную эффективность рекламной кампании, требуется определить, сколько раз целевая аудитория, которой было адресовано рекламное обращение, увидела его. Базовым источником объективной информации для оценки коммуникативной эффективности рекламной кампании выступают итоги исследований специализированных организаций.
В течение нескольких лет эксперты изучали итоги опросов потребителей в местах продаж и нашли информацию, которая помогает выявить степень эффективности или неэффективности рекламы некоторого товара.

## Эффективная и неэффективная реклама
Выявление коммуникативной результативности рекламы способствует улучшению качества содержания и способа подачи информации, но при этом оно не позволяет сделать вывода о влиянии рекламы на динамику оборота.
Однако это позволяет сделать экономическая эффективность.
Базовый метод оценки экономической эффективности рекламы основывается на определении дополнительной прибыли, которая была получена за счёт рекламы, и сравнения размера этой прибыли с затратами на рекламу.
Для начала вычисляется дополнительный товарооборот от воздействия рекламы, который можно определить следующим образом:
Тд = (Тс • П • Д) ÷ 100
где Тд — дополнительный товарооборот под влиянием рекламы;
Тс — средний товарооборот за день до начала рекламного периода;
П — прирост среднего товарооборота за день за рекламный и послерекламный периоды, %;
Д — число дней учёта товарооборота в рекламном и послерекламном периодах.
Теперь мы можем рассчитать экономический эффект от рекламы:
Э = (Тд • Нт) ÷ 100 — (Up + Uд)
где Э — экономический эффект от рекламы, руб.;
Тд — дополнительный товарооборот под влиянием рекламы, руб.;
Нт — торговая наценка на товар, в % к цене продажи;
Uр — расходы на рекламу, в руб.;
Uд — дополнительные расходы по приросту товарооборота, в руб.
При сопоставлении полученного эффекта от проведения рекламного мероприятия с затратами на его осуществление можно получить три вида результатов:
- эффект от рекламного мероприятия равняется расходам на его проведение;
- эффект от рекламы превышает затраты (прибыльное);
- эффект меньше затрат (убыточное).
Для оценки эффективности рекламы также необходимо посчитать её рентабельность — соотношение полученной прибыли к затратам:
Р = (П • 100) ÷ 3
где Р — рентабельность рекламы товара, %;
П — прибыль, полученная в результате проведения рекламы, руб.;
З — затраты на рекламу данного товара, в руб.
При этом следует иметь в виду, что реклама не является единственным инструментом активизации продаж, ввиду этого довольно сложно выделить влияние именно рекламы на рост продаж. Наряду с этим, реклама может преследовать цели, связанные с оборотом лишь косвенно или не связанные вовсе. Необходимо принимать во внимание то, что кроме коммерческого реклама имеет и социальный, и информационный эффекты.
Наиболее простым методом определения экономической эффективности рекламы является анализ результатов следующего эксперимента: выбираются два или больше местных рынка, которые можно сопоставить и на которых компания работает в течение некоторого периода времени с различной степенью поддержки со стороны рекламы (при прочих равных условиях). Разница в приросте товарооборота соотносится с разницей в объёмах инвестиций в рекламу, на основании этого и можно определить величину вклада рекламы в изменение оборота компании.